# Maris (Sohn des Amisodaros)
Maris (altgriechisch Μάρις Máris) ist eine Person der griechischen Mythologie.
Er ist der Sohn des lykischen Königs Amisodaros und der Bruder des Atymnios, im Trojanischen Krieg kämpfen die Brüder an der Seite des Sarpedon. Als Atymnios von Antilochos getötet wird, geht Maris gegen diesen vor, wird aber daraufhin von Antilochos’ Bruder Thrasymedes getötet.